# Hubert Harben
Hubert Harben (1878 – 1941) foi um ator de cinema britânico. Ele era casado com a atriz Mary Jerrold e pai do famoso cozinheiro Philip Harben.

## Filmografia selecionada
- Mr. Pim Passes By (1921)
- Every Mother's Son (1926)
- Tell England (1931)
- The Shadow Between (1931)
- Uneasy Virtue (1931)
- Fires of Fate (1932)
- Timbuctoo (1933)
- Lilies of the Field (1934)
- City of Beautiful Nonsense (1935)
- Scrooge (1935)
- Whom the Gods Love (1936)
- Dishonour Bright (1936)
- Sunset in Vienna (1937)
- For Valour (1937)
- Victoria the Great (1937)
- A Royal Divorce (1938)